# La Table de cuisine
La Table de cuisine est une peinture à l'huile sur toile de Paul Cézanne, exécutée entre 1888 et 1890. Le tableau est conservé à Paris au musée d'Orsay depuis 1986.

## Description
A l'arrière-plan figurent une table, un carton à dessins, une frise décorative, et peut-être, replié, un paravent que Cézanne a décoré dans sa jeunesse. Comme en suspens, pommes et poires sont disposées à même la nappe ou dans un panier en osier, dont l'anse et les croisillons tressés font écho à ceux du pot de gingembre.

## Analyse
Malgré son titre posthume apparu en 1907, et en dépit des fruits et de la vaisselle, La Table de cuisine ne renvoie ni à la cuisine, ni au repas, et ne constitue pas une nature morte.
Des éléments sont juxtaposés, qui ne sont pas placés sur le même plan. C'est une œuvre complexe qui tient aussi à la variété et à la profusion.  Sur un fond saturé, les objets sont plutôt ordinaires, et surtout, courants dans l'univers de Cézanne au Jas-de-Bouffan. Il en a cependant rarement accumulé autant en des effets de forme virtuoses, de texture et de couleur qu'exalte le blanc du linge.
La céramique asiatique, répandue en Europe au XIXe siècle, est visible dans onze autres tableaux de Cézanne, sorte d'objet-signature qui sera réinterprété par Piet Mondrian.
Débordant de choses et de vie, cet arrangement d'atelier participe au « théâtre des objets » caractéristique du XIXe siècle, tout en célébrant la puissance de la peinture.

## Expositions
- Le Cubisme, Centre national d'art et de culture Georges-Pompidou, Paris, 2018-2019.

Le tableau est exposé dans le cadre de l'exposition Les Choses. Une histoire de la nature morte au musée du Louvre du 12 octobre 2022 au 23 janvier 2023, parmi les œuvres de l'espace nommé « La vie simple ».